# Loch Hosta
Loch Hosta ist ein Süßwassersee auf der schottischen Hebrideninsel North Uist. Historisch gehörte er zur traditionellen Grafschaft Inverness-shire. Die Umgebung des Sees weist weit zurückreichende Besiedlungsspuren auf, unter anderem die aus einem Clyde Tomb, einem Wheelhouse und einem Menhir bestehende Anlage South Clettraval auf dem gleichnamigen Hügel. An seinem Nordufer steht das ehemalige Pfarrhaus Baleloch House.

## Beschreibung
Der See liegt im Nordwesten von North Uist auf einer Höhe von acht Metern über dem Meeresspiegel. Loch Hosta liegt in einer äußerst dünn besiedelten Region. An seinem Südufer befindet sich jedoch der Weiler Hosta. Lochmaddy, der Hauptort North Uists, liegt rund 19 Kilometer östlich. Die A865 führt entlang des westlichen Seeufers und erschließt den Loch Hosta. Obschon der Loch Eaval nur 600 Meter südwestlich bei Tigharry liegt besteht keine Verbindungen zwischen beiden Gewässern.
Der genähert oval geformte Loch Hosta weist eine maximale Länge von 750 Metern bei einer maximalen Breite von 480 Metern auf, woraus sich eine Seefläche von 25 Hektar und ein Umfang von zwei Kilometern ergeben. Bei einer maximalen Tiefe von 9,4 Metern und einer mittleren Tiefe von 3,8 Metern ergibt sich ein Volumen von rund 0,94 Mio. Kubikmetern. Sein Einzugsgebiet umfasst 177 Hektar und erstreckt sich vornehmlich nach Nordosten. Es besteht zu etwa 44 % aus Heide- und zu 34 % Grasland. Ein am Ostufer einmündender Bach speist den Loch Hosta. Der See entwässert über den Bach Abhainn an Riadhain, der rund 600 Meter westlich in den Atlantischen Ozean mündet.